# راي تايلور
راي تايلور (بالإنجليزية: Ray Taylor)‏ (1 مارس 1930 بجمب في المملكة المتحدة - 6 أغسطس 2012) هو لاعب كرة قدم بريطاني في مركز الوسط. لعب مع نادي تشيسترفيلد ونادي ساوثبورت وهدرسفيلد تاون ووولفرهامبتون واندررز ونادي مانسفيلد تاون ودنابي يونايتد.